# Nisargadatta Maharaj
Nisargadatta Maharaj (rođen kao Maruti Shivrampant Kambli; Bombay, 17. travnja 1897. – 8. rujna 1981.) indijski hinduistički učitelj i filozof.

## Životopis
Sri Nisargadatta Maharaj rođen je u Bombayu, u religioznoj hinduističkoj obitelji kao drugo od šestero djece. Odrastao je na selu u blizini Bombaya kamo je njegov otac Shivrampant preselio obitelj zbog epidemije kuge u gradu. Tijekom odrastanja Maruti je dobio malo formalnog obrazovanja, ali bio je izložen duhovnim idejama koje je imao prilike čuti iz razgovora njegovog oca i obiteljskih prijatelja, pobožnih brahmana. Godine 1920. seli se u Bombay gdje radi kao činovnik i kasnije kao samostalni trgovac. Godine 1924. oženio je Sumatibai s kojom je imao sina i tri kćeri. Godine 1933. upoznaje gurua Sri Siddharameshwar Maharaja i postaje njegovim učenikom. Nakon smrti učitelja 1936., Maruti mijenja ime u Nisargadatta ("onaj koji prebiva u prirodnom stanju"). 1937. – 1938. nakratko napušta posao i obitelj te putuje Indijom kao redovnik. Godine 1951. prima unutarnju objavu i postaje učitelj advaita vedante. Godine 1973. objavljena je njegova knjiga razgovora Ja sam to. Do kraja života u svojem domu drži predavanja i prima učenike i posjetitelje. Umro je od raka grla u 84. godini života.

## Vanjske poveznice
- Maharaj Nisargadatta - realize who you are! stranice posvećene Nisargadatti Maharaji (engl.)
- Sri Nisargadatta Maharaj, stranice posvećene Nisargadatti Maharaji (engl.)
- Maurice Frydman, Ja sam to: razgovori sa Šri Nisargadat Maharadžom  Arhivirana inačica izvorne stranice od 16. lipnja 2015. (Wayback Machine), Beograd, 2008. (srp.)